# Пономаренко Анна Олександрівна
А́нна Олекса́ндрівна Пономаре́нко (* 1994) — українська брейкерка; учасниця Олімпійських ігор-2024.

## Життєпис
Народилася 1994 року в Харкові; почала займатися брейкдансом у 15 років. Псевдонім отримала через захоплення виконавицею Ґвен Стефані.
Проживає в Лондоні у шлюбі. 2022 року, дізнавшись, що вагітна, відмовитися від участі у змаганнях не могла, тому продовжувала виступати аж до 7 місяців вагітності. Народила доньку Мілану. Через два місяці після пологів брала участь у змаганнях в Японії, посіла 5 місце. У 2023 році здобула срібло на чемпіонаті Європи з брейкінгу та срібло на Європейських іграх.
Успішно виступила на весняному турнірі 2023 року, де здобула ліцензію на Олімпійську кваліфікаційну серію.
Пройшла кваліфікацію на літні Олімпійські ігри 2024 року — брейкінг був вперше представлений. Виступала разом із ще однією українською брейкеркою Катериною Павленко.